# Spijkerkapel
De Spijkerkapel is de populaire benaming van de kapel van de heilige Maria Magdalena te Esdonk bij Gemert in Noord-Brabant, ter plaatse beter bekend als "Het Essinks kapelleke". In de kapel wordt een Corpus Christi vereerd, een levensgroot eikenhouten beeld uit de 17e eeuw dat Christus in het graf voorstelt.

## Geschiedenis
Een legende vertelt dat, nog vóór het uitbreken van de Tachtigjarige Oorlog, een Spaanse majoor te Esdonk eene sonde begaen hadde. Voor straf werd hij alsoe cranc, dat hy wende, dat hy soude sterven.
Door te bidden tot Maria Magdalena en oprecht berouw te tonen genas hij, waarop hij in de campe, op het open veld dus, een lemen kapel liet bouwen. Wanneer deze precies gebouwd werd is niet bekend, maar in 1562 wordt het capelleken van Marien Maghdalena al genoemd.
Omdat Gemert een vrije heerlijkheid was, kon de Republiek de kapel in 1648 niet naasten. In 1695 werd ze gekocht door de rentmeester van de Duitse Orde, Everardus Cillis van Sepperen, die het bedehuis liet vervangen door de huidige stenen kapel. Uit dit jaar stamt ook het klokje dat in een dakruiter is aangebracht.
In 1942 werden enkele bijgebouwtjes aangebracht en de zuidelijke toegangsdeur werd dichtgemetseld. Verdere restauraties vonden plaats in 1960 en 1983. In 1981 werd de Stichting Esdonks Kapelleke opgericht die zich in zou zetten voor de bescherming van de kapel.
In de middeleeuwen stond er in het nabije Gemert een eikenboom waarin spijkers geslagen werden, een zogenaamde spijkerboom.

## Gebouw
De Spijkerkapel is een vijfhoekig gesloten gebouwtje, met tuitgevel en een zadeldak met een dakruiter.

## Devotie
Hoewel de kapel aan Maria Magdalena is gewijd en er ook een beeld en enkele afbeeldingen van haar te vinden zijn, alsmede een steen uit Magdalena, is de devotie tegenwoordig vooral gericht op een liggend Christusbeeld, dat uit de 16e eeuw dateert en in 1853 vanuit de kerk van Gemert naar de kapel is overgebracht. Een schilderij van Maria Magdalena werd in 1982 gestolen, en ook het oude beeld is verdwenen.
Naar een oude traditie offert men roestige spijkers bij het beeld. Deze bedevaart vindt gedurende het hele jaar plaats maar heeft haar hoogtepunt op Goede Vrijdag. De weg heen en terug moet men zwijgend afleggen. Zo zoekt men genezing voor zweren en andere huidaandoeningen.
Volgens een legende werd de vierde kruisspijker, die het hart van Christus moest doorboren, door Zigeuners gestolen, waarmee Jezus' lijden zou zijn verzacht. De Roma kwamen tot omstreeks 1980 met hun woonwagens ter bedevaart naar de kapel, maar door regulering en de overgang van velen naar de Pinksterbeweging, is dit gebruik verdwenen.